# Kristina Wayborn
Kristina Wayborn, oorspronkelijke naam Britt-Inger Johansson (Kalmar, 24 september 1950) is een Zweedse actrice.
Wayborn was Miss Zweden in 1970 en was halvefinaliste bij de Miss Universeverkiezingen en werd in hetzelfde jaar verkozen tot Miss Scandinavia. Haar bekendheid heeft ze echter voornamelijk te danken aan haar rol als Magda in de James Bond-film Octopussy uit 1983. Ze was van origine een atlete met een persoonlijk record van 11,3 s op de 100 m.
Ze heeft meegespeeld in enkele Amerikaanse televisieseries zoals The Love Boat, Airwolf, MacGyver, Dallas, General Hospital, Designing Women, Baywatch en That '70s Show.

## Filmografie
- Victory at Entebbe (1976); tv-film
- The Silent Lovers (1980); tv-film
- Octopussy (1983)
- Hostage Flight (1985); tv-film
- Little Ghost (1997)
- Forbidden Warrior (2005)
- The Prometheus Project (2010)